# Henáná
Henáná z Adiabény ( syrsky ܚܢܢܐ, Hənānā; 6. století Adiabéna – 610) byl syrský teolog a spisovatel, vedoucí představitel teologické školy v Nisibisu ve druhé polovině 6. století. Teologicky je obtížně zařaditelný. Vyrůstal sice v oblasti, kde měl silný vliv nestorianismus, ale jeho nauka byla monofyzitská (miafyzitská) nebo neochalcedoniánská. Napsal několik děl v syrském jazyce, zachovala se však jen část z nich.

## Život
Henáná pocházel z Adiabény východně od Nisibisu (přibližně dnešní pohraničí Sýrie, Iráku, Turecka a Íránu). Pod vedením jakéhosi Mojžíše studoval v dobách Abrahama Béth Rabbána na škole v Nisibisu, kde potom zůstal i vyučovat. Některá jeho vyjádření o christologii vyvolala nevoli, a tak byl za episkopátu biskupa Pavla z Nisibisu přinucen město na jistý čas opustit. Vrátil se krátce poté, co zemřel vedoucí školy Abraham. V roce 572 se stal hlavním představeným školy.
Zpočátku škola pod jeho vedením vzkvétala. Henáná byl údajně skvělým učitelem a jeho přednášky navštěvovalo kolem 800 studentů. Jeho žáky byli pozdější patriarchové Išó'jab II. a Išó'jab III., jakož i teolog Barhadbešabbá z Halvánu. Podpoře se těšil i u vládních struktur Perské říše. Pro své ortodoxní smýšlení však budil odpor vedoucích kruhů nestoriánské církve, jakož i u nestoriánského církevního otce Bábaje Velikého, který proti Henánovi tvrdě vystoupil. V roce 585 byl Henáná na synodě odsouzen nestoriánským patriarchou Východu Íšó'jabem I., což mělo dopad i na školu. Henáná proti svým oponentům vystoupil, ale na protest ze školy odešla značná část studentů. Celkový počet není znám, mohlo však jít až tři stovky, což vedlo k úpadku školy. O rok později Henáná revidoval stanovy nisibiské školy (590) a nechal je potvrdit nisibiským biskupem, ale úpadek už nezastavil.
Henánovy názory se mimo jiné projevily v tom, že reformoval místní liturgii a zavrhl některé hymny (možná od syrského nestoriánského teologa Narsaje). Opakovaně byl Henáná odsuzován i patriarchou Sabrišem (596) a Gregorem I. z Kaškaru (605). Zemřel v roce 610 po osmatřiceti letech ve funkci vedoucího nisibiské školy.

## Dílo
Henáná napsal řadu textů v syrštině. Šlo zejména o komentáře ke Starému zákonu, ale i komentář k Markovu evangeliu a listům svatého Pavla. Napsal také několik traktátů: O půstu Ninivanů, O Symbolu (rozuměj: O Vyznání víry), O pátku po Letnicích. Části jeho díla se  zachovaly a lze je nalézt v knize Gannat Bussame (Zahrada rozkoší) a v práci Íšó'dáda z Mervu. Celé se dochovaly práce O půstu Ninivanů a O pátku. Svou literární prací a vedením školy významně ovlivnil východosyrskou exegezi, teologický diskurz a liturgii.
Henáná byl odpůrcem nestoriánství i Theodora z Mopsuestie jako autoritativního biblického exegety. Naopak jisté sympatie choval vůči Janu Zlatoústému. Podle obvinění uznával hypostatickou unii, ačkoli ze zachovaných zlomků se to nedá přesně doložit. Prý uznával i Mariin titul Bohorodičky. Přijímal také nauku o prvotním hříchu a uznával žádostivost jako její následek. Bábajem Velikým byl obviňován z panteismu a origenismu. Přestože mu vytýkal i fatalismus, z dochovaných děl to nelze potvrdit. Jeho nauka byla miafyzitská nebo neochalcedoniánská.